# Route nationale 2 (Belgique)
Pour les articles homonymes, voir Route nationale 2.
La route nationale 2 est une route nationale de Belgique qui relie Bruxelles à la frontière néerlandaise près de Maastricht, en passant par Louvain, Diest et Hasselt. Il s'agit d'une des neuf routes nationales radiales qui couvrent le pays à partir de Bruxelles, formant en réseau en étoile autour de la capitale et qui sont numérotées dans le sens des aiguilles d'une montre. La route est parallèle sur une bonne partie de son tracé à l'autoroute A2 qui a été mise en service entre 1971 et 1982.

## Historique
Par endroits, la N2 est construite sur des vestiges de voies romaines . Le tronçon entre Bruxelles et Louvain a été construit entre 1704 et 1718 par l'occupant français. Plus tard, au XVIIIe siècle, la route fut prolongée jusqu'à Diest sous les Autrichiens .

## Description du tracé
La N2 s'étend sur environ 101 km de long, comprenant les périphériques autour de Louvain , Diest , Herck-la-ville, Hasselt et Bilzen . Il s'étend de la petite ceinture de Bruxelles vers l'est. À Veldwezelt, elle continue aux Pays-Bas jusque Maastricht en tant que route communale, sans numérotation. Une alternative plus rapide à la N2 est l' autoroute A2 / E314 et l' autoroute A3 / E40 de Bruxelles à Louvain

### Localités sur le parcours
- Bruxelles
- Woluwe Saint-Etienne
- Zaventem
- Nossegem
- Cortenbergh
- Erps-Kwerps
- Veltem-Beisem
- Winksele
- Louvain
- Kessel-Lo
- Linden
- Lubbeek
- Winghe-Saint-Georges
- Tielt
- Bekkevoort
- Assent
- Diest
- Webbekom
- Zelk
- Halen
- Donk
- Herck-la-Ville
- Schulen
- Berbroek
- Spalbeek
- Kermt
- Curange
- Hasselt
- Diepenbeek
- Beverst
- Bilzen
- Waltwilder
- Mopertingen
- Veldwezelt

### Dédoublements

#### N2a
La N2a est une courte route nationale située à Saint-Josse-ten-Noode, d'une longueur de 250 mètres. Elle traverse la Scailquinstraat.

#### N2b
La N2b est intégrée à la N2 dans la ville de Louvain. Cette route longue de 750 mètres relie le rond-point avec la R23 à l'est de Louvain à la N292. Elle passe sous les voies ferrées près de la gare de Louvain.

#### N2c
La N2c est une route qui traverse la ville de Halen. Elle mesure 1,9 kilomètre de long et représente en fait l'ancienne N2 qui traversait la ville. La N2 actuelle contourne Halen. Cette route passe par la Diestersteenweg, Generaal de Wittestraat, Nederstraat et Zwarte Duivelsstraat.

#### N2d
La N2d est une route qui traverse la ville de Herck-la-ville, Elle est longue de 1,9 kilomètre. Elle suit l'ancien tracé de la N2, aujourd'hui déviée autour de la ville. Elle passe par la Diestsesteenweg, Diestsestraat, Hasseltsestraat et Hasseltsesteenweg. Une partie de la route est à sens unique, uniquement accessible de l'ouest vers l'est, tandis que l'autre direction peut être empruntée via la Guldensporenlaan

#### N2e
La N2e est une route longue de 1 kilomètre qui traverse la ville de Curange. Elle suit la Grote Baan et correspond à l'ancien tracé de la N2 à travers Curange. Aujourd'hui, la N2 contourne Curange.

#### N2f
La N2f est une dérivation de la N2 à Hasselt. Elle se sépare de la N2 au carrefour avec le R71 à l'est, puis suit la Maastrichtersteenweg jusqu'à la ligne de chemin de fer.
N2g
La N2g est une dérivation de la N2 à Louvain. Cette route commence au rond-point avec la Ridderstraat et suit la Brusselsestraat pour rejoindre le R23 et la N2. Elle est longue d'environ 600 mètres.

## Statistiques de fréquentation
| BK | Début | Fin | Trafic moyen journalier (6h–22h, en milliers) | Trafic moyen journalier (6h–22h, en milliers) | Trafic moyen journalier (6h–22h, en milliers) | Trafic moyen journalier (6h–22h, en milliers) | Trafic moyen journalier (6h–22h, en milliers) | Trafic moyen journalier (6h–22h, en milliers) | Trafic moyen journalier (6h–22h, en milliers) |
| BK | Début | Fin | 1985                                          | 1990                                          | 1995                                          | 2000                                          | 2005                                          | 2010                                          | 2015                                          |
| -- | ----- | --- | --------------------------------------------- | --------------------------------------------- | --------------------------------------------- | --------------------------------------------- | --------------------------------------------- | --------------------------------------------- | --------------------------------------------- |